# Bashkim Fino
Bashkim Fino (Gjirokastra, 12 de octubre de 1962-Tirana, 29 de marzo de 2021) fue un político albanés y el 28.º Primer ministro de Albania.

## Biografía
Fino estudió economía en Tirana y en los Estados Unidos. Después trabajó como economista en Gjirokastra, y en 1992 se convirtió en alcalde de esta ciudad. Estuvo casado y tuvo dos hijos.
El 11 de marzo de 1997 el entonces presidente de Albania y militante del Partido Democrático, Sali Berisha, nombró a Fino, miembro de la oposición Partido Socialista de Albania, como Primer ministro para dirigir un gobierno de unidad nacional. Esto se produjo después del estallido de la rebelión albanesa de 1997, que llevó al colapso de varios esquemas piramidales, lo que hizo perder gran parte del control del país.
Fino fue Primer ministro tras las elecciones parlamentarias de 1997, donde su partido ganó una gran mayoría antes de que este renunciara y fuera sucedido por el dirigente del partido Fatos Nano.
A partir del 2014, Fino fue diputado, representando al distrito de Korçë. También fue un conferencista en la Academia Política del Partido Socialista de Albania.